# Braunschweiger Land
Das Braunschweiger Land ist ein Landstrich in Südost-Niedersachsen im Harzvorland. Es bildet ungefähr den Kernbereich des alten Herzogtums Braunschweig beziehungsweise des Freistaates Braunschweig. Noch stärker deckt es den 1946 bis 1978 bestehenden früheren Verwaltungsbezirk Braunschweig ab. Das Braunschweiger Land entspricht etwa den Städten Braunschweig, Wolfsburg, Salzgitter und zumindest teilweise den Landkreisen Gifhorn, Peine, Wolfenbüttel, Goslar und Helmstedt. Ausgeschieden sind unter anderem der 1941 gegen Stadt- und Landkreis Goslar ausgetauschte Landkreis Holzminden sowie der Raum um Calvörde und der Raum um Blankenburg, die letzteren beiden sind heute Bestandteil des Landes Sachsen-Anhalt. Das früher zum Landkreis Braunschweig gehörende Thedinghausen gehört heute zum Landkreis Verden.
Die Braunschweigische Landessparkasse und die Braunschweigische Landeskirche lassen noch heute das Gebiet des alten Braunschweiger Landes erkennen.

## Landschaftsverband
Der 1990 gegründete Verein Braunschweigische Landschaft hat sich zum Ziel gesetzt, die Identität des Braunschweiger Landes und die Verbundenheit der Bevölkerung mit der Geschichte auch nach der Gründung des Landes Niedersachsen zu pflegen. Er verwendet als Logo einen Schattenriss des Sachsenrosses.
Die neugegründete Landschaft knüpft an die historische Landschaft des Herzogtums Braunschweig an, eine politische Vertretungskörperschaft und legislatives Organ, die wiederum aus der Landschaft des Fürstentums Braunschweig-Wolfenbüttel hervorgegangen war. Dort vertreten waren Städte, Kirche und Ritterschaft. Bis zum Landtag von 1788 und noch einmal nach der Beendigung der französischen Besatzung (im Königreich Westphalen) war die Landschaft legislatives Organ im Herzogtum. Nach 1830 ging diese Funktion, insbesondere im Hinblick auf das Steuerrecht, verloren.
Die Ritterschaft im alten Herzogtum Braunschweig existiert ebenfalls als Körperschaft des öffentlichen Rechts bis heute; ihr Vorsitzender führt die traditionsreiche Amtsbezeichnung Landmarschall. 1862 gründete sie den Braunschweigischen ritterschaftlichen Kreditverein, der um 1990 in wirtschaftliche Schwierigkeiten geraten und zunächst an die Vereins- und Westbank AG, später dann die Deutsche Genossenschafts-Hypothekenbank AG übergegangen ist. Stimmberechtigte Mitglieder sind die Eigentümer der 43 Rittergüter in dem Gebiet des ehemaligen Landes Braunschweig.

## Sagen
Traditionsreich sind die Sagen um Till Eulenspiegel, einer typischen Figur aus der Gegend (Kneitlingen) oder die Heinrich-Sage um Heinrich den Löwen. Dann gibt es auch die Legende von der Mumme einer Braunschweiger Biersorte, aber auch jene die sich um die Namensgebung und die Gründung der Stadt durch die brunonischen Brüder Bruno und Dankward rankt. Auch aus dem Elm und dem Harz, die teilweise zum Braunschweiger Land gehören, gibt es zahlreiche Sagen und Legenden.

## Daten
Wenn man als Braunschweiger Land das Gebiet des ehemaligen Regierungsbezirks Braunschweig ohne die südlichen Teile Göttingen und Northeim betrachtet, leben auf dem Gebiet auf einer Fläche von 4.716,43 km² (Das gemeindefreie Gebiet Harz im Landkreis Goslar abgezogen) 1.115.876 Menschen. Das Gebiet besitzt eine Bevölkerungsdichte von rund 237 Einwohnern/km² (219 mit gemeindefreiem Gebiet), was über dem Durchschnitt Niedersachsens und auch über dem Durchschnitt Deutschlands liegt.

## Städte im Braunschweiger Land
| - Bad Gandersheim - Bad Harzburg - Blankenburg - Braunlage - Braunschweig - Gifhorn | - Goslar - Helmstedt - Holzminden - Königslutter am Elm - Peine - Salzgitter | - Schöningen - Schöppenstedt - Seesen - Wolfenbüttel - Wolfsburg |

|                                                                                                  | Gifhorn (24 km)                                                                               | Wolfsburg (25 km)                                            |
| Peine (20 km)                                                                                    | Kompassrose, die auf Nachbargemeinden zeigt                                                   | Königslutter am Elm (19 km) Helmstedt (34 km)                |
| Salzgitter (19 km) Seesen (49 km) Bad Gandersheim (57 km) Holzminden (88 km) Fürstenberg (97 km) | Wolfenbüttel (12 km) Liebenburg (29 km) Goslar (41 km) Bad Harzburg (43 km) Braunlage (61 km) | Schöppenstedt (22 km) Schöningen (34 km) Blankenburg (61 km) |